# Ranunculus fallax
Ranunculus fallax là một loài thực vật có hoa trong họ Mao lương. Loài này được (Wimm. & Grab.) Sloboda miêu tả khoa học đầu tiên năm 1852.

## Hình ảnh

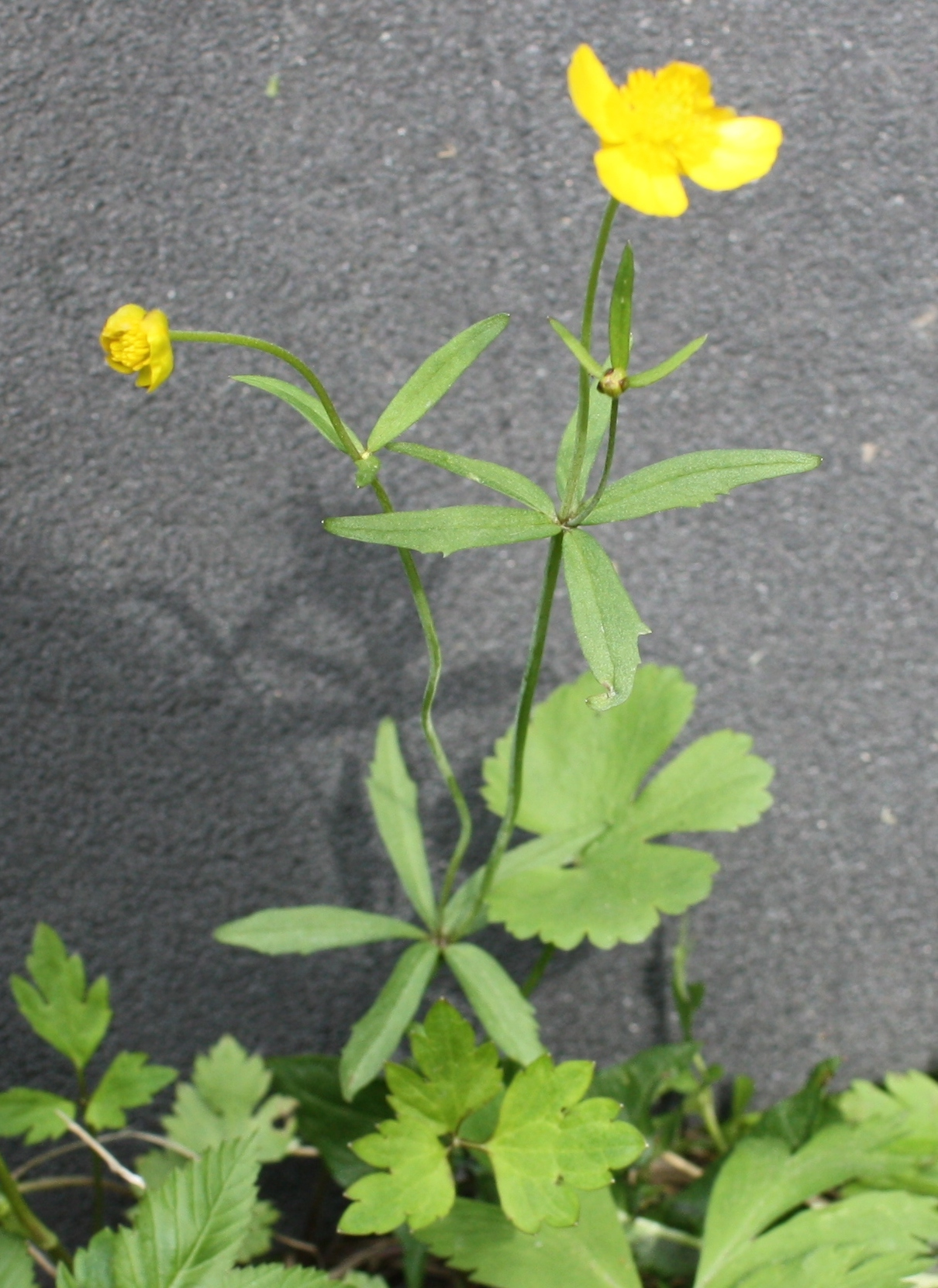